# Waseem Ahmad
Waseem Ahmad (født 1970) er en dansk tidligere basketballspiller med dansk-pakistansk baggrund. Han kom fra Pakistan til Danmark i 1971 med sin mor.
Under sin opvækst spillede Ahmad i Stevnsgade Basketball. I begyndelsen af 1990'erne spillede han i Hartnell College i Californien. Med Stevnsgade vandt han DM for seniorer i 1995 og blev pokalmestre i det samme år. Han har med 316 kampe klubrekorden i Stevnsgade for flest spillede 1.holds kampe.
Waseem Ahmad har spillet på både Y- og A-landsholdet. Han debuterede som 19-årig på seniorlandsholdet. Han spillede 15 A-landskampe og blev holdets anfører.
Waseem stoppede sin karriere i år 2001. I oktober 2003 var han tilbage på banen, da han spillede for Falcon, i 2010-11 spillede han for Høbas.